# Homocopris torulosus
Homocopris torulosus är en skalbaggsart som beskrevs av Johann Friedrich von Eschscholtz 1822. Homocopris torulosus ingår i släktet Homocopris och familjen bladhorningar.

## Underarter
Arten delas in i följande underarter:
- H. t. minor
- H. t. valdivianus